# グアニャーノ
グアニャーノ（イタリア語: Guagnano）は、イタリア共和国プッリャ州レッチェ県にある、人口約5,600人の基礎自治体（コムーネ）。

## 地理

### 位置・広がり

#### 隣接コムーネ
隣接するコムーネは以下の通り。括弧内のBRはブリンディジ県 所属を示す。
- カンピ・サレンティーナ
- チェッリーノ・サン・マルコ (BR)
- サリーチェ・サレンティーノ
- サン・ドーナチ (BR)
- サン・パンクラーツィオ・サレンティーノ (BR)